# Меркурій Бригинський
Преподобний Меркурій Бригинський (в миру Максим Мойсейович Матвієнко; 1870 с. Щаснівка сучасного Бобровицького району Чернігівської області — 7 листопада 1956 року с. Бригинці). Преподобний. Канонізований Українською Православною Церквою Київського Патріархату 7 грудня 2011 року. Мощі спочивають у місті Чернігові у церкві св. Катерини. День пам'яті — 24 листопада.

## Життя
Народився в багатодітній родині. Батьки були глибоко віруючими людьми, своїх шестеро дітей вони виховували у християнському православному благочесті. В молоді роки допомагав у господарстві батькам. З юності був активним практикуючим християнином, регулярно відвідував богослужіння та ревно молився. Пізніше прийшов до Києво-Печерської Лаври, де за ревність до молитви, доброту, любов і працелюбність Максима зарахували до братії та постригли в ченці з іменем Меркурій, — на честь преподобного Меркурія, посника Печерського, в Дальніх печерах. Незабаром монаха Меркурія було рукоположено в сан ієродиякона, й через певний час він прийняв сан ієромонаха.
Після жовтневого перевороту 1917 р. для Церкви, монастирів та ченців прийшов час особливих випробувань. У 1926 році Києво-Печерську Лавру нова влада перетворила у «Всеукраїнське музейне містечко», а до 1930 року монастир було повністю ліквідовано. Ієромонах Меркурій став вигнанцем з обителі, багато перетерпівши скорбот від гоніння безбожників на Православну Церкву та її вірних. Довгий час отець Меркурій проводив у молитві неподалік від Лаври та на квартирах у своїх духовних чад, але, не бажаючи їх обтяжувати та наражати на небезпеку, преподобний вирішив піти з Києва.
Старець пішов до рідного краю — на Чернігівщину. Дорогою отець Меркурій спостерігав страшну картину боротьби влади із Богом та зруйновані храми. Під враженням від побаченого до батьківського дому преподобний не пішов, щоби не зашкодити родичам, а оселився у с. Бригинці, що недалеко від Щаснівки. На Бригинецькому кладовищі раніше була гарна дерев'яна церква, але радянська влада її закрила. Згодом у церкві було відкрито швейну майстерню. Та «непокірні» люди не тільки не хотіли там працювати, але й не хотіли замовляти там одягу. Храм радянська влада наказала зруйнувати. Преподобний застав вже тільки руїни колись прекрасного храму.
Наприкінці 1942 року, коли під час німецької окупації України масово відкривалися храми, отець Меркурій став настоятелем місцевої парафії, служачи спочатку в хаті однієї благочестивої жінки. Святий престіл для храму отець Меркурій змайстрував своїми руками. У 1946 році церква на честь Пресвятої Тройці була освячена та відкрита для прихожан. Храм та престіл збереглися досі.
За молитвами преподобного не раз ставалися зцілення. Так, одного разу до нього привезли хлопчину, що страждав на епілепсією, і за його молитвами недуга відійшла. «Допомогла віра батька і сльози матері», — говорив він, смиренно приховуючи дар, одержаний від Господа.
Через своє ревне служіння Богу та молитовну допомогу людям, преподобний терпів багато скорбот. До сьогодні люди передають із уст в уста розповідь про чудесне визволення отця Меркурія від смерті. Сільська влада не могла змиритись з тим, що у них діє релігійна громада, не могли змиритись, що відкрито храм і люди ідуть до батюшки за порадами, молитвами та зціленнями від недуг, а він приймав усіх.
Сільський голова з двома енкаведистами вивели батюшку до скирти в поле, щоби вчинити над ним розправу. Отець Меркурій молився і готувався до переходу у вічність. Але коли пролунав наказ «вогонь», — зброя дала відсіч; те саме трапилося і вдруге. Тоді кати вирішили відпустити святого, думаючи, що коли він йтиме, вистрілять йому в спину. Але воля Божа була іншою, і втретє сталося так, як і два перших рази. Преподобний залишився неушкодженим, тільки сказав: «Цього разу не довелося вмерти».
Преподобний Меркурій подвизався на Бригинській парафії до 1956 року. Проживши богоугодно 86 років від народження, упокоївся ігумен Меркурій 7 листопада 1956 р.. Поховали батюшку біля вівтаря ним збудованого Свято-Троїцького храму, у якому він прослужив 10 років, на Бригинецькому кладовищі. Після упокоєння ігумена Меркурія віруючі продовжили шанувати його, приходячи до могили. Вже у наш час документально зафіксовано щонайменше п'ять випадків чудесного зцілення від хвороб, переважно ніг, які сталися після молитов на могилі ігумена Меркурія.

## Нагороди
У березні 1949 року отець Меркурій був нагороджений Патріаршою Грамотою в якій сказано: «Благословення за усердні труди на славу святої Церкви», підписаною Святійшим Патріархом Олексієм, а на початку п'ятдесятих років ієромонах Чернігівської єпархії Меркурій був возведений у сан ігумена.

## Канонізація
21 жовтня 2011 р. Священний Синод УПЦ Київського Патріархату на своєму засіданні розглянув прохання єпископа Чернігівського і Ніжинського Іларіона про причислення до лику святих для місцевого шанування ігумена Меркурія (1870—1956), настоятеля парафії Святої Тройці в с. Бригинці Бобровицького району Чернігівської області.
Розглянувши подані матеріали Священний Синод благословив причислити ігумена Меркурія Бригинського до лику святих для місцевого шанування. Також було визначено звершувати його пам'ять у Чернігівській єпархії 7 грудня нового стилю — в день, коли Церква згадує великомученика Меркурія, мученика Меркурія Смоленського та преподобного Меркурія, посника Печерського. До речі, саме на честь останнього і був названий отець Меркурій, коли приймав чернецтво у Києво-Печерській лаврі.
7 грудня 2011 року відбулося було урочисте прославлення преподобного Меркурія у Свято-Катериненському кафедральному соборі м. Чернігова. Чин прославлення очолив Святійший Патріарх Київський і всієї Руси-України Філарет. Рака з мощами преподобного Меркурія, ігумена Бригинського перебуває у Катерининському храмі м. Чернігова.
20 жовтня 2012 року на Священному Синоді КПЦ КП на прохання владики Євстратія (Зорі), причислили місцешанового святого до лику святих для загальноцерковного шанування.

## Мощі

### У Михайлівському Золотоверхому монастирі
24 травня 2013 року в обитель прибули нетлінні мощі преподобного Меркурія Бригінського.
Зустріти святиню, яка прибула із Чернігова, вийшли перед головну браму монастиря три владики: намісник Михайлівського Золотоверхого монастиря єпископ Вишгородський Агапіт, керуючий Переяслав-Хмельницькою єпархією архієпископ Епіфаній та правлячий архієрей Чернігівської єпархії архієпископ Євстратій.
Разом із преосвященними зібралася велика кількість священнослужителів та віруючих, серед яких були в першу чергу насельники Михайлівського та інших столичних монастирів, клірики Київської області, а також парафіяни обителі та інших храмів Києва.
Від головної брами монастиря врочиста хода рушила у Михайлівський Золотоверхий собор, де перед ракою з мощами преподобного Меркурія владики у співслужінні духовенства звершили читання акафіста святому.
По закінченні богослужіння архієпископ Євстратій в проповіді коротко розповів про життя преподобного Меркурія, наголосивши, що після вигнання святого з Києва в час панування радянської влади сьогодні вперше своїми мощами преподобний повертається в столицю, де провів значну частину свого життя і чернечого подвигу.
Далі намісник монастиря єпископ Агапіт звернувся до присутніх із подякою за спільну молитву та побажав заступництва преподобного Меркурія усім, хто з вірою приходить до цього святого.
Цікаво, що перед прибуттям автобуса з мощами над монастирем висіла темна хмара, а коли раку підняли на руки священики, щоб віднести святиню у храм, то яскраві сонячні промені осяяли площу. Священна реліквія перебувала в Михайлівському Золотоверхому соборі до 28 травня, а після цього її відвезли вірянам Рівного й Тернополя.

### Ніжин
До Ніжина 28 травня 2013 привезли мощі преподобного Меркурія Бригинського.
Раку з мощами зустрічали віряни біля Свято-Покровського храму.
Супроводжував святиню високо преосвященнійший Євстратій..

### Рівне
Мощі
перебували у Свято-Покровському кафедральному соборі із 30 червня по 13
липня. Під час перебування мощей преподобного Меркурія в Рівному до
Покровського собору йшов невпинний потік людей, котрі приходили до цього
заступника з різними проханнями і потребами. Незважаючи на те, що ця
святиня перебувала в храмі лише два тижні, було зафіксовано багато
зцілень від різних хвороб.
Перед відбуттям святині до Тернополя було звершено Божественну
літургію, яку очолив архієпископ Рівненський і Острозький Іларіон у
співслужінні архієпископа Чернігівського і Ніжинського Євстратія, архієпископа Тернопільського, Кременецького і Бучацького Нестора та
численного духовенства Рівненської та Чернігівської єпархій.
По завершенні богослужіння було відслужено подячний молебень, після
якого мощі преподобного Меркурія відбули на Тернопільщину. Провести
святиню прийшла велика кількість вірних. У багатьох присутніх були
сльози розчулення на очах.

### Тернопіль
З благословення Святійшого Патріарха Київського і всієї Руси-України
Філарета у м. Тернополі у храмі Різдва Пресвятої Богородиці з 13 по 21
липня 2013 року перебували мощі преподобного.
13
липня 2013 року, у день прибуття святині на Тернопільську землю, керуючий Тернопільською єпархією, архієпископ Тернопільський, Кременецький і Бучацький Нестор прибув у м. Рівне.
О 16 годині святиня прибула до м. Тернополя. Зустріти святі мощі
преподобного з'їхалося близько сотні священиків Тернопільської єпархії
та велика кількість віруючих. Урочиста зустріч раки із нетлінними мощами
відбулася на перехресті вулиць Лесі Українки та Протасевича, після чого
духовенство пронесло їх Хресною ходою по вулиці Лесі Українки та Клима
Савури до храму Різдва Пресвятої Богородиці.
Уже в храмі було відслужено акафіст до преподного Меркурія
Чернігівського, який очолив архієпископ Тернопільський, Кременецький і
Бучацький Нестор у співслужінні секретаря єпархії прот. Олексія
Головацького, благочинного м. Тернополя прот. Бориса Солтиса, прот.
Мирона Гаха, прот. Романа Лугового, благочинних та духовенства
Тернопільської єпархії.
На Богослужіння, разом із великою кількість парафіян та паломників, помолитися та вклонитися святині прибули представники влади: заступник
Тернопільського міського голови Леонід Бицюра та заступник начальника
управління освіти Тернопільської міської ради Микола Сивирин.
Прочитавши акафіст архієпископ Нестор звернувся до присутніх прочан
із словом, у котрому розповів про подвижницьке життя новопрославленого
святого та про низку зцілень, які відбувалися спочатку біля його могили, а згодом перед ракою мощей святого.
      

Потім, під спів
«Ублажаємо тебе, преподобний отче наш Меркуріє…», високопреосвященнійший
владика вклонився святині, після чого святим мощам мали можливість
вклонитися священнослужителі та вірні, котрі були присутні на
Богослужінні. Після поклоніння святині, владика Нестор помазував усіх
єлеєм, освяченим на мощах преподобного.

## Вшанування пам'яті
У місті Києві планують збудувати храм преподобного Меркурія Чернігівського ПЦУ.